# 을음 (주나)
을음(乙音, ?~?)은 주나의 왕자이다.

## 생애
주나의 왕자인 그는 74년, 고구려의 환내부패자 설유(薛儒)에 의해 포로가 되었다. 이후 고구려로부터 고추가(古鄒加)에 임명되었다.